# Georges II de La Trémoille
Pour les articles homonymes, voir Georges II.
Pour les autres membres de la famille, voir Maison de La Trémoille.
Georges II de la Trémoille, dit le « sire de Craon », né vers 1437 et mort en 1481, est un gentilhomme et homme de guerre français du XVe siècle. Seigneur de Craon et de Jonvelle, comte de Ligny, il est fait chevalier de l'ordre de Saint-Michel lors de la première promotion en 1469. Nommé gouverneur de Touraine en 1474 par Louis XI, puis lieutenant général de Champagne et de Brie la même année. Il est nommé gouverneur de Bourgogne en 1477.

## Biographie
Fils cadet de Georges Ier de La Trémoille (1384-1446), ancien grand chambellan du roi Charles VII, et de Catherine de l'Isle-Bouchard, marraine du dauphin Louis, futur Louis XI. Georges de La Trémoille descend de la maison de La Trémoille.
Après la mort de son père, il entre en possession, en 1447, des terres de famille situées en Bourgogne, et se rend à la cour de Philippe le Bon, rentrant à son service.
En 1457, son frère aîné Louis Ier de La Trémoille, en présence de leur mère Catherine de L'Isle-Bouchard, lui cède les seigneuries de Châteauneuf-sur-Sarthe et de Craon.
En 1468 à la suite de sa conduite héroïque au siège de Liège, au service de Louis XI, il quitte la cour du duc de Bourgogne Charles le Téméraire, devenant le dévoué serviteur du roi de France. Il est nommé gouverneur de Touraine et, en 1469, il est nommé à l'Ordre de Saint-Michel, tout nouvellement créé. Il récupère les seigneuries de Castelnau, Montmirail, Milhavet et Villeneuve-en-Albigeois, confisquées à Jean d'Armagnac pour trahison. Il est nommé en 1470 lieutenant général de l'armée du roi en Champagne, s'emparant de Verdun sur les Bourguignons en 1473. À la fin de 1474, il est gouverneur de Champagne, de Brie et du Barrois.
Il dirige les Français qui attaquent le comté de Bourgogne en 1475 ; le 3 mai, notamment, il s'empare de Jonvelle (dont il est appelé à porter le nom plus tard), Jussey, Champlitte, Cuiseaux… avant d'être refoulé. Il se comporte avec brutalité et cruauté auprès de villes et villages conquis, détruits.
Après la mort de Charles le Téméraire au siège de Nancy, le 5 janvier 1477, il est nommé gouverneur de la province de Bourgogne annexée par Louis XI. Mais la fille du défunt duc de Bourgogne, Marie, reprend le flambeau, et les Bourguignons se soulèvent et résistent fortement aux forces du roi de France.  La Trémoille réussit à battre les rebelles à la bataille du Pont d'Emagny, mais c'est une victoire sans lendemain : il est à son tour battu devant Vesoul et Dole, puis Gray.
Ce revers cause sa disgrâce, et Louis XI le destitue. Il se retire alors dans ses terres de l'ouest de la France.

## Mariage
Il épouse le 8 novembre 1464 Marie de Montauban, fille de Jean de Montauban, amiral de France et veuve de Louis Ier de Rohan-Guéméné qu'elle a empoisonné, réussissant toutefois à échapper à la justice. Mais son inconduite notoire fait que Louis XI lui-même intervient, autorisant le mari à tenir sa femme enclose et emmurée en quelque lieu sûr…, après qu'elle a tenté d'empoisonner son second mari, avec l'aide de son amant Ambroise Rochelle, qui sera décapité en place publique à Tours. Elle meurt en prison en mai 1477.
Il meurt à Craon en janvier 1481, sans postérité légitime. Son neveu Louis II de La Trémoille, fils de Louis Ier, lui succède.